# 新疆郁金香
新疆郁金香（学名：Tulipa sinkiangensis）是百合科郁金香属的植物。分布于中国大陆的新疆天山北麓（乌鲁木齐、瑪納斯縣、奎屯等地），生长于海拔700米至1,300米的地区，多生在平原荒漠。于2021年被列入中国国家林业局的国家二级重点保护植物名录。目前尚未由人工引种栽培。

## 形態特徵
新疆郁金香的鳞茎呈卵圆形，直径约1-1.5厘米，有时可达2.2厘米；鳞茎皮纸质，上端抱茎，上延长达4-5厘米，内面有较密的伏毛，但中部无毛或毛少。茎通常直立，不分枝或偶尔有2分枝，地上长2-5厘米，埋于地下4-10厘米，无毛，偶尔上部有短柔毛。叶子一般为3枚，通常彼此紧靠，呈反曲状，边缘多少呈皱波状，上面有毛，下面的1枚叶长披针形或长卵形，宽1-1.6厘米，具有抱茎的膜质鞘状长柄，上面的2枚较小，条形至窄长披针形，宽0.2-1厘米，先端往往卷曲或弯曲。
花通常单朵顶生，花被片长1-2厘米，宽4-10毫米，先端急尖或钝，颜色多为黄色或暗红色，偶尔为红黄色；外花被片矩圆状宽倒披针形，背面呈紫绿色、暗紫色或黄绿色；内花被片倒卵形，与外花被片等长或稍短，基部变窄成柄，有深色的条纹。雄蕊6枚等长，长约为花被片的1/2；花药长矩圆形，花丝无毛，从基部向上逐渐扩大，到中上部多少突然变窄，而顶端几呈针形；雌蕊比雄蕊约短1/3，子房狭倒卵状矩圆形，花柱长1.5-2毫米。
新疆郁金香的花期通常为4至5月，它生长的周期不足两个月，利用早春降水或融雪进行生长发育。在三月底到四月初开始萌芽，四月上旬开花，进行授粉并结果，随后便进入夏季休眠。
新疆郁金香与阿尔泰郁金香相近，但两者有区别：新疆郁金香的花柱长1.5-2毫米，花丝上部扩大，顶端又变窄呈针状；而阿尔泰郁金香没有花柱，花丝从基部向上逐渐变窄。